# Ivan Dorovský
Ivan Dorovský (18. května 1935, Čuka, řecká Makedonie – 24. srpna 2021 Brno) byl český balkanolog makedonského původu. Působil jako literární vědec, překladatel, básník a publicista, univerzitní profesor na Masarykově univerzitě, slavista. Byl též předsedou Společnosti přátel jižních Slovanů.
Z Řecka odešel jako dítě během občanské války.

## Život
Vystudoval na Filozofické fakultě v Brně ruštinu a bulharštinu. Po dokončení studií působil krátce jako středoškolský profesor, poté od roku 1961 na brněnské univerzitě a v roce 1987 byl jmenován profesorem. Svojí vědeckou a uměleckou činností zasahoval do několika oborů: literární vědy, jazykovědy, etnografii a folkloristiky, historie, kulturologie. Byl členem Makedonské akademie věd a umění ve Skopji. Pořádal balkanologická sympozia na Filozofické fakultě v Brně.

## Literární činnost
Byl autorem mnoha monografií a slovníků. Zpracoval medailony makedonských, srbských, slovinských, chorvatských, bulharských, albánských a jiných autorů. Jeho bibliografie čítající přes 2000 položek obsahovala jeho práce vědecké, publicistické i umělecké, a to nejen citace samotné, ale také některé recenze publikací. Zabýval se balkanistikou a slavistikou, především otázkami dějin literatury, folkloristiky, etnografie a jazyků balkánských slovanských a neslovanských národů. V roce 2014 vydal paměti s názvem S domovem v srdci.

## Publikační činnost
- České země a Balkán: kapitoly z dějin česko-makedonských a makedonsko-českých styků. 1973
- Konstantin Jireček – život a dílo. 1983
- Rajko Žinzifov: vozdejstvije russkoj i ukrainskoj literatury na jego tvorčestvo. 1988
- Studii za balkanskiot literaturen proces vo 19 i 20 vek. 1992
- Dramatické umění jižních Slovanů. 1 (1918–1941). 1995
- Ivan Dorovský: Bibliografie 1995
- Charváti ještě žijí mezi námi. 1996
- Česko-charvátský slovník. 1996
- Balkán a Mediterán : Literárně historické a teoretické studie. 1997
- Makedonci žijí mezi námi. 1998
- Studie z literárněvědné slavistiky. 1999
- Slovník balkánských spisovatelů. 2001
- Studia slavica et balkanica. 2001
- Mickiewicz, Puškin a Balkán. 2001
- Ilinden je v nás. Ilinden e vo nas. To Ilinten ine mesa mas. Ilinden is within us. 2003
- Vozdejstvoto na ruskata i ukrainskata literatura vrz tvoreštvoto na Rajko Žiznifov. 2003
- Recepce literatury jižních Slovanů u nás. 2004

## Překlady do češtiny
- Slavista Josef Páta. 2003
- Slovanské meziliterární shody a rozdíly. 2004
- Bibliografie československé balkanistiky za léta 1987–1990. 1992
- Recepce literatury jižních Slovanů u nás. 2004
- Traat, Mats. První láska – Já a ty – Vztah k životu. Štafeta 10, 1978, 1, s. 3–4.
- Traat, Mats. Vztah k životu. Universitas 77 10, 1977, 4, s. 2.